# BlackRock
BlackRock, Inc. е американска мултинационална корпорация за инвестиционен мениджмънт, базирана в Ню Йорк, САЩ. Основана е през 1988 г. със сфера на дейност управление на риска и управление на активи с фиксирани приходи, като в днешно време това е най-голямата компания за управление на активи, боравейки с 10 трилиона щатски долара към Януари 2022 г. BlackRock има 78 офиса в 38 държави и клиенти в 100 страни. Определяна е като „най-могъщата компания, за която никой не е чувал“.
BlackRock полага усилия, за да се пласира като лидер в сектора на екологичното, социално и корпоративно управление (ESG). През годините към компанията са отправяни множество критики за това, че всъщност влошава изменението на климата, че поддържа тесни връзки с Федералния резерв по време на коронавирусната пандемия и че прави безпрецедентни инвестиции в Китайската народна република.